# Paolo Orengo
Il marchese Paolo Gerolamo Michele Orengo (Ventimiglia, 21 ottobre 1828 – Ventimiglia, 7 maggio 1921) è stato un militare e politico italiano.

## Biografia
Discendente dalla nobile famiglia degli Orengo di Roccasterone, fu ammesso per nomina del Re alla scuola di marina di Genova nel 1842. Guardiamarina nel 1847, dal 1848 al 1866 prende parte a tutte le campagne di guerra risorgimentali e alla spedizione italiana in Crimea. Nel corso della sua carriera ha ricoperto più volte alti incarichi presso il ministero della marina: è stato capo di gabinetto del ministro della marina, membro della Commissione amministrativa marittima delle Province venete, direttore generale del personale e del servizio militare del Ministero della marina, direttore generale dell'Arsenale di La Spezia, membro del Consiglio superiore di marina, giudice del Tribunale supremo di guerra e marina, membro del Consiglio dell'Ordine militare di Savoia.